# Skrte
Skrte su naseljeno mjesto u općini Bugojno, Federacija Bosne i Hercegovine, BiH.
Nalazi se na oko 1000 metara nadmorske visine u južnom dijelu općine. 

## Povijest
Tri srpske izviđačko-diverzantske skupine iz sastava 7. kupreške brigade VRS, jačine 44 borca, upale su 4. srpnja 1992. u dubinu teritorija pod nadzorom HVO te napale položaj HVO na Humcu[koji Humac?] i bazu hrvatske vojske u selu Skrti na planini Raduši, nedaleko od Uskoplja. Izabrali su američki Dan neovisnosti kao dan za napad. Brigadni izviđači koji su izveli napad zvani su "jutelovci" (po predratnoj televiziji JUTELU i zapovjedniku postrojbe koji se po bh. ratištima kretao s lažnim ispravama novinara te televizijske kuće) i već su imali nekoliko uspješnih diverzija po Raduši. Diverzanti su pošli u akciju krenule iz rejona Vukovska, preko kanjona rijeke Duboke. Bez većeg otpora su zauzeli položaj HVO na Humcu te produžili napredovanje u HVO-ov teritorij i napali Skrte. Izvješća o tijeku i ishodu akcije međusobno odudaraju, ali iz svih se izvlači zaključak da je došlo do ogorčene bitke na život i smrt, s mnogo mrtvih i ranjenih na obje strane. Izvješće Zbornog područja HVO Tomislavgrad za 4. srpnja 1992. godine piše da su Srbi s Кupresa izvršili diverziju na Skrte i da je HVO imao pet mrtvih i šest ranjenih boraca, dok muslimanski izvori tvrde da je tog dana stradalo 5 vojnika HVO i jedan hrvatski civil. Ni srpski izvori se ne slažu međusobno šta je bilo, pa izviđači iz sastava dvije skupine iz Vukovska tvrde da su ih brigadni izviđači "izdali", jer nisu htjeli da s njima ući u selo i "pomoći im". Jedni srpski izvori tvrde da im je zapovijeđeno ne ulaziti u selo, nego iznenada i žestoko udariti te se brzo povući prema Vukovskom. Prema srpskim brigadnim izviđačima tako je i bilo, i da su prošli bez gubitaka, te da su se brigadni izviđači nakon toga povukli, no da su mimo dogovora Vukovljani i Кljučani poneseni uspjehom i pljačkaškim motivima upali u selo i ubrzo pretrpjeli velike gubitke. Izvješće zapovjedništva 7. brigade VRS stoji da su se izviđači poslije početnog uspjeha "opustili i ušli u selo", protivno naredbi. Zavladala je nedisciplina. Počeli su pljačkati, neorganizirano grabiti plijen, a Hrvati su se pribrali i napali te je šest srpskih boraca poginulo, a sedam ranjeno, prema izvješću VRS.

## Stanovništvo

### 1991.
Nacionalni sastav stanovništva 1991. godine, bio je sljedeći:
ukupno: 56
- Muslimani - 56 (100%)

### 2013.
Nacionalni sastav stanovništva 2013. godine, bio je sljedeći:
ukupno: 32
- Bošnjaci - 32 (100%)